# 五经臆说
《五经臆说》，为明朝大儒王阳明的哲学代表著作之一。《五经臆说》是王阳明遭遇贬官，在中国西南偏远之地担任驿丞时所作。

## 历史背景
王阳明因弹劾大宦官刘瑾，遭贬官至贵州龙场（今属贵阳）驿站担任驿丞。王阳明著《五经臆说》，时年37岁，是其第一部哲学专著。王阳明认为，对《五经》原旨的解读，不必拘泥于古人。王守仁于是默记下《五经》的内容，并结合自己的领会，给《五经》写下注解，集成著《五经臆说》，并教授启发自己的学生。

## 内容
《五经臆说》主要探讨了王阳明理解中的孔孟之道、程朱理学，贯穿了王阳明“心即理”的哲学思想。

## 后世影响
《五经臆说》是王阳明最重要的哲学著作之一，是他“心学”研究的发端著作之一，代表了他早期的哲学成就。